# Torenkerk (Gapinge)

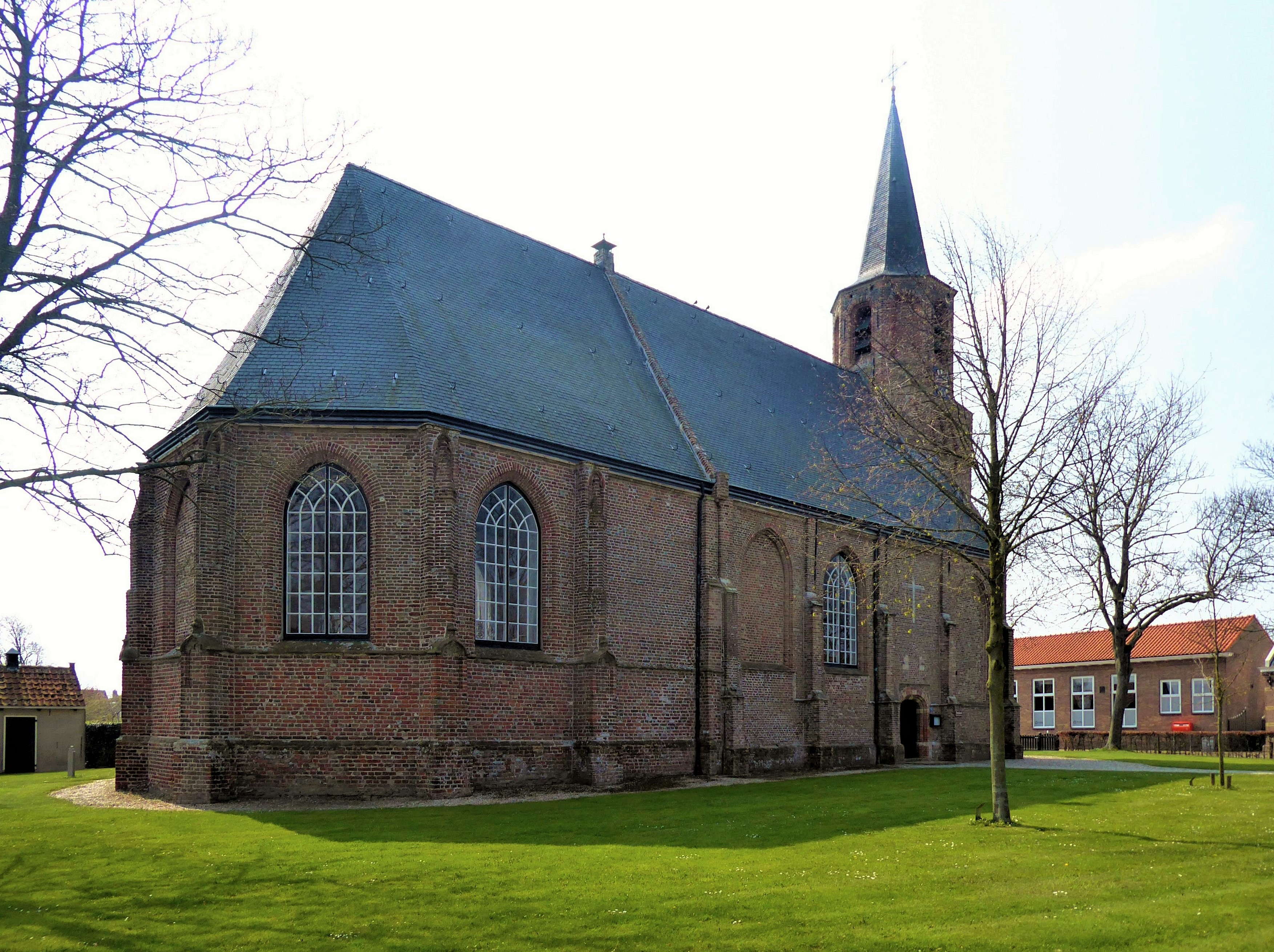
Die Torenkerk in Gapinge

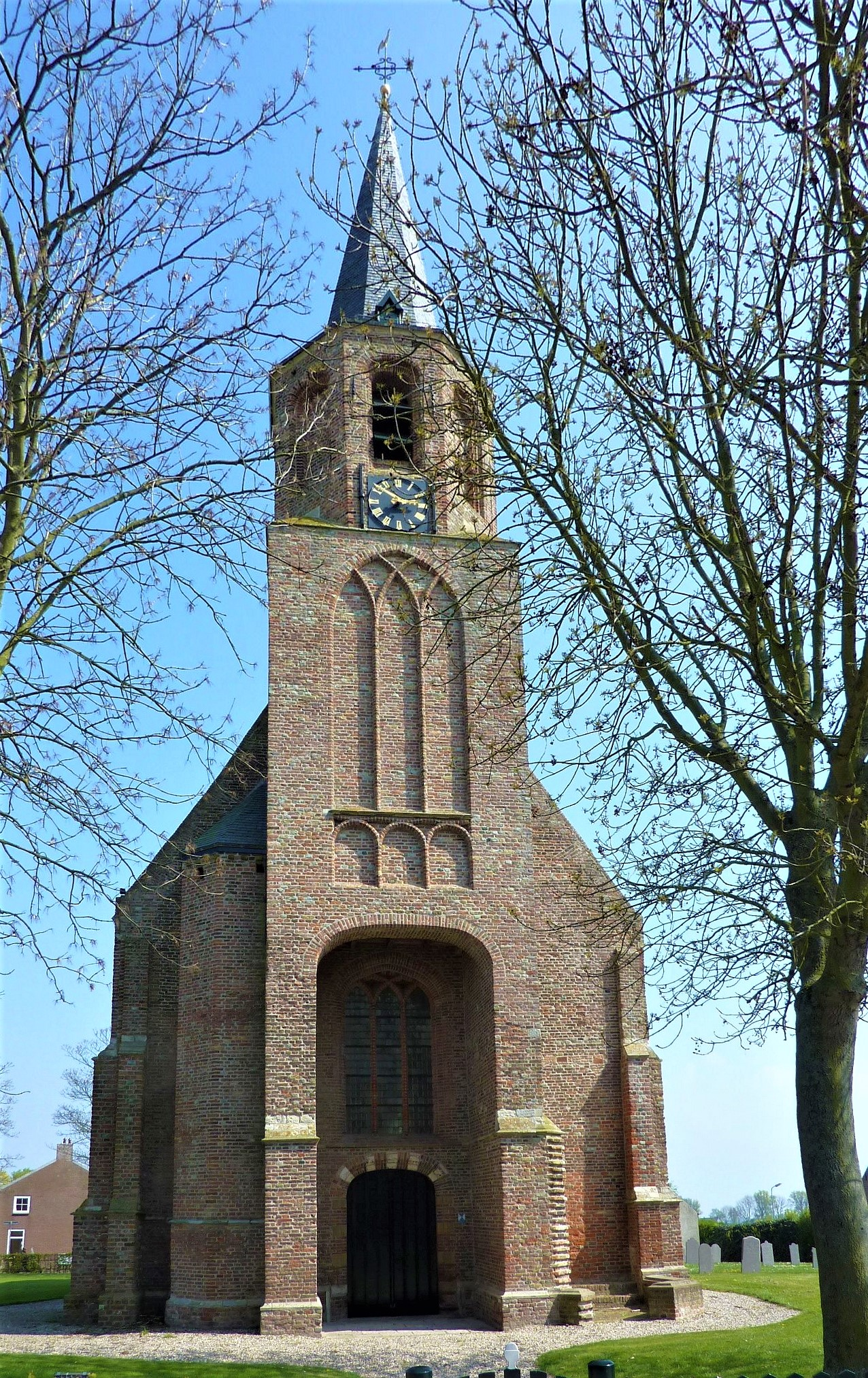
Der gotische Stelzenturm

Die Torenkerk (deutsch Turmkirche; auch Mariakerk genannt) ist ein Kirchengebäude der Protestantischen Kirche in den Niederlanden  in Gapinge in der Gemeinde Veere in der Provinz Zeeland. Die Kirche gilt als die besterhaltene mittelalterliche Dorfkirche auf Walcheren und ist seit 1967 als Rijksmonument eingestuft.

## Geschichte
Die Kirche war bis zur Reformation zu Ehren der heiligen Maria geweiht. Die Pfarrei in Gapinge war durch Abpfarrung vom Nordmünster zu Middelburg vor 1216 entstanden. Der Stelzenturm der Torenkerk mit dem markanten achtkantigen Aufsatz, auf dem ein gotischer Turmhelm ruht, stellt den ältesten Teil des Gebäudes dar. Er wurde in der ersten Hälfte des 15. Jahrhunderts errichtet. Heute ist lediglich noch der Chor für gottesdienstliche Zwecke in Gebrauch, er wird durch einen kleinen Triumphbogen vom anschließenden Langhaus getrennt. Der Chor entstand in der Mitte des 15. Jahrhunderts und war zunächst höher als das Langhaus. Um 1500 brachte man dieses auf eine Höhe mit dem Chor. Während dieser Baumaßnahme wurde der durch reiche gotische Backsteinornamentik geschmückte Turm teilweise in das Schiff eingebaut. Der Sakralbau gehört heute zur Kirchengemeinde Veere der Protestantischen Kirche in den Niederlanden.

## Orgel
Die Orgel wurde 1775 als Kabinettorgel gebaut, diese war im Jahre 1866 nach Serooskerke verkauft worden. 1925 wurde die Orgel nach Gapinge verkauft und stand dort zunächst in der Mozaiekkerk. 1960 wurde das Instrument restauriert und in der neuen Kirche aufgestellt. Nach der Schließung der Mozaiekkerk wurde das Instrument im Jahr 2013 am jetzigen Standort aufgestellt. Das Schleifladen-Instrument hat 10 Register auf einem Manual (C-e3: Prestant 8′, Holpijp 8′, Prestant 4′, Fluit 4′, Nasard 3′, Quint 3′, Octaaf 2′, Flageolet 2′, Cornet V, Trompet 8′). Das Pedal (C–c0) ist angehängt. Die Spiel- und Registertrakturen sind mechanisch.